# 팔결로
팔결로(Palgyeol-ro)는 충청북도 청주시 청원구 오근장동 종축장삼거리와 청주시 청원구 오창읍 잇는 충청북도의 도로이다.

## 주요 경유지
충청북도
- 청주시 청원구 (오근장동 - 오창읍)

## 노선
| 이름          | 접속 노선                 | 소재지 | 소재지 | 소재지   | 비고 |
| ------------- | ------------------------- | ------ | ------ | -------- | ---- |
| 종축장 삼거리 | 지방도 제510호선 (공항로) | 청주시 | 청원구 | 오근장동 |      |
| 오근장육교    |                           | 청주시 | 청원구 | 오근장동 |      |
| 공항 사거리   | 오창대로                  | 청주시 | 청원구 | 오근장동 |      |
| 팔결교삼거리  | 팔결신대로                | 청주시 | 청원구 | 오근장동 |      |
| 팔결교        |                           | 청주시 | 청원구 | 오근장동 |      |
|               | 오창읍                    | 청주시 | 청원구 |          |      |
| 가곡 삼거리   | 국도 제17호선 (공항로)    | 청주시 | 청원구 |          |      |
| (이름없음)    | 국도 제17호선 (공항로)    | 청주시 | 청원구 |          |      |
| (이름없음)    | 지방도 제508호선 (중부로) | 청주시 | 청원구 |          |      |

## 주요 건물 및 시설
- HD현대오일뱅크 테크노빌 주유소 (팔결로 9/주중동 501-10)
- 오근장동 행정복지센터 (팔결로 121/오동동 53-8)
- CU 청주공항사거리점 (팔결로 321/외하동 419-5)
- SK에너지 SK오창주유소 (팔결로 579/괴정리 521-4)
- 오창중학교 (팔결로 619/창리 151-4)
- 오창초등학교 (팔결로 690/장대리 238)
- 오창우체국 (팔결로 695/창리 3-2)
- 농협 오창농협 본점 (팔결로 699/창리 2-1)